# Gregorio della Suburra
Gregorio della Suburra (né à Rome dans le quartier romain de Subure et mort en 1163) est un cardinal italien du XIIe siècle. Il est un neveu du pape Anastase IV.

## Biographie
Le pape Anastase IV le crée cardinal-diacre lors du consistoire de 1153. Selon d'autres sources il est créé cardinal par le pape Innocent II cardinal-prêtre de  Sainte-Marie-du-Trastevere en  1138 ou 1140. Il est élu évêque de  Sabina en 1154 en succession de son oncle. Gregorio participe à l'élection du pape Adrien IV en 1154 et à l'élection d'Alexandre III en 1159. À partir de 1159 il est doyen du collège des cardinaux et en 1160 vicaire du pape à Rome. Gregorio est un grand partisan du pape Alexandre III contre les antipapes.